# Pedro Ken
Pedro Ken Morimoto Moreira (Curitiba, 20 de março de 1987) é um ex-futebolista brasileiro de ascendência japonesa que atuava como meio-campista.

## Carreira

### Coritiba
Iniciou sua carreira profissional em 2006, no Coritiba. No ano seguinte, foi um dos responsáveis pela conquista da Série B. Já no ano de 2008, o meia teve uma boa participação no Campeonato Paranaense, mas sofreu uma lesão e não pôde participar da Série A.
Em 2009, Pedro Ken esteve de volta aos gramados para participar do Campeonato Paranaense e do Campeonato Brasileiro.

### Cruzeiro
Em novembro de 2009, confirmou sua transferência para o Cruzeiro por um valor próximo à 3,75 milhões de reais, assinando um contrato de cinco anos com o clube mineiro. O jogador foi apresentado oficialmente no dia 6 de janeiro de 2010.

### Avaí
Em maio de 2011, foi emprestado pelo Cruzeiro para o Avaí até o final da temporada. Fez sua estreia pelo time catarinense no dia 11 de junho, num jogo válido pelo Campeonato Brasileiro em que o Avaí empatou na Ressacada com o América Mineiro. Seu primeiro gol pelo time foi marcado no dia 25 de setembro, numa derrota por 2–1 para o Grêmio, na Ressacada. Após 26 jogos disputados e apenas dois gols marcados, Ken amargou junto com o Avaí o rebaixamento do Campeonato Brasileiro, e foi dispensado um dia após o último jogo do time.

### Vitória
No dia 25 de janeiro de 2012, Pedro Ken foi novamente emprestado, desta vez ao Vitória, sendo oficialmente apresentado pelo clube no dia seguinte. Contratado sem grandes expectativas, assumiu rapidamente o posto de titular absoluto no meio-campo da equipe, tornando-se uma das principais peças da boa campanha na Série B, onde obteve o acesso, e na Copa do Brasil e agradando também a torcida. O Vitória iniciou o campeonato de forma destacada, com dez vitórias e um empate nos treze primeiros jogos, mantendo-se invicto nos jogos realizados na sua casa, o Barradão, durante os sete primeiros meses do ano, e assumiu a liderança do campeonato na 18ª rodada. Pedro Ken firmou-se também como o cobrador de faltas do rubro-negro baiano, e desta forma marcou um belo gol na vitória por 3–2 sobre o Boa Esporte, seu sétimo tento pela equipe.

### Vasco da Gama
No final de dezembro de 2012, foi acertada uma troca entre Cruzeiro, detentor dos direitos de Pedro Ken, e o Vasco da Gama. Em troca, o clube mineiro recebeu o volante Nilton.
Em sua estreia pelo cruz-maltino, no dia 19 de janeiro de 2013, o meia teve boa atuação e deu duas assistências, uma para Carlos Alberto e outra para Éder Luís, na vitória por 3–0 contra o Boavista, válida pelo Campeonato Carioca. Marcou seu primeiro gol com a camisa do Vasco no dia 1 de fevereiro, numa derrota por 4–2 para o rival Flamengo. Em uma entrevista após a partida, o jogador declarou que trocaria o gol marcado pela vitória.
Pedro Ken oscilou na equipe durante o ano, e o Vasco acabou sendo rebaixado no Campeonato Brasileiro. Para a temporada 2014, com a ida de Marlone para o Cruzeiro, seu contrato de empréstimo com o clube carioca foi renovado por mais um ano.

### Retorno ao Coritiba
O jogador foi emprestado ao Coritiba no dia 8 de janeiro de 2015, assinando até o final da temporada, sendo a sua segunda passagem pelo Coxa. No entanto, como foi pouco aproveitado no clube e fez apenas 14 jogos, marcando apenas um gol, o Coritiba aceitou repassar o atleta ao Vitória até o fim do ano.

### Retorno ao Vitoria
Pedro Ken retornou ao Vitória em maio de 2015, chegando por empréstimo para a disputa da Série B. Novamente, conseguiu o acesso à Série A pelo clube naquele ano.

### Terek Grozny
Em 2016, após seu contrato com a Raposa se encerrar, Pedro Ken acertou com o Terek Grozny, da Rússia, seu primeiro clube fora do Brasil.

### Ceará
Já em 2017, sem espaço no futebol russo, Pedro Ken acertou seu retorno para o futebol brasileiro, assinando com o Ceará. Em novembro, após um empate do Vozão por 1–1 com o Criciúma, válido pela Série B, em partida realizada no Heriberto Hülse, o jogador conquistou seu quinto acesso para a Série A.
Em maio de 2018, depois de ser flagrado no doping, Pedro Ken recebeu uma suspensão de seis meses. O atleta teria feito uso de anastrozol — fármaco indicado para o tratamento do câncer de mama em mulheres pós-menopáusicas.

### Juventude
Em janeiro de 2020, foi anunciado como novo reforço do Juventude.

### Operário-PR
Em julho de 2020, Pedro Ken chegou ao Operário-PR. Após testar positivo para a COVID-19 em outubro, o jogador passou três dias internado.

## Títulos
Coritiba
- Campeonato Brasileiro - Série B: 2007
- Campeonato Paranaense: 2008

Cruzeiro
- Campeonato Mineiro: 2011

Ceará
- Campeonato Cearense: 2017 e 2018